# Tênis de mesa na Universíada de Verão de 2021
O tênis de mesa na Universíada de Verão de 2021 será disputado no ginásio do Centro de Esportes de Alta Tecnologia (High-tech Zone Sports Centre Gymnasium), em Chengdu, na China, entre 29 de julho e 5 de agosto de 2023.

## Calendário
O calendário detalhado de competições só será divulgado, oficialmente, em 20 de julho.
| Tênis de mesa | Julho | Julho | Julho | Julho | Julho | Agosto | Agosto | Agosto | Agosto | Agosto | Agosto | Agosto | Agosto | Eventos |
| Tênis de mesa | 27    | 28    | 29    | 30    | 31    | 1      | 2      | 3      | 4      | 5      | 6      | 7      | 8      | Eventos |
| ------------- | ----- | ----- | ----- | ----- | ----- | ------ | ------ | ------ | ------ | ------ | ------ | ------ | ------ | ------- |
| Masculino     |       |       |       |       |       |        |        |        |        |        |        |        |        | 3       |
| Feminino      |       |       |       |       |       |        |        |        |        |        |        |        |        | 3       |
| Misto         |       |       |       |       |       |        |        |        |        |        |        |        |        | 1       |
| Total         |       |       |       |       |       | 2      |        | 1      | 2      | 2      |        |        |        | 7       |

|  | Dia de competição |  | Dia de final |

## Medalhistas

### Masculino
| Evento  | Ouro | Prata | Bronze |
| ------- | ---- | ----- | ------ |
| Simples |      |       |        |
| Dupla   |      |       |        |
| Equipe  |      |       |        |

### Feminino
| Evento  | Ouro | Prata | Bronze |
| ------- | ---- | ----- | ------ |
| Simples |      |       |        |
| Dupla   |      |       |        |
| Equipe  |      |       |        |

### Misto
| Evento | Ouro | Prata | Bronze |
| ------ | ---- | ----- | ------ |
| Dupla  |      |       |        |